# 归正-麻田街站
归正-麻田街站是法国东南部城市马赛的一个地铁车站，位于马赛地铁1号线上。

## 站名
“归正”一名来源于车站旁的归正教堂，而麻田街则是车站上方的马赛市区内最主要的干道。

## 位置
归正-麻田街站位于马赛市中心，属于1区。车站呈西南-东北走向，是一个地下车站，有自动扶梯连接地面。

## 设施
归正-麻田街站站内设有自动售票机及无障碍设施。

## 站台设置
| 西北↑ |      |                          |
|       |      | 拉富拉热尔站方向←        |
|       | 岛式 |                          |
|       |      | 玫瑰-贡贝尔城堡科技园站→ |
| 东南↓ |      |                          |

## 配套交通

### 城市公共交通
| 归正-麻田街站附近的公共交通线路 |            |          |
| 公交车站名称                    | 位置       | 停靠线路 |
| 归正-麻田街站                   | 地铁站附近 |          |
| 1.                              |            |          |

此外，当地铁线路发生故障或施工时，马赛交通局可能提供临时摆渡车。

## 临近车站
| 归正-麻田街站（Réformés - Canebière） |               |                 |
| 上行车站                              | 线路          | 下行车站        |
| 五道口-隆尚站 1010m ←                 | 马赛地铁1号线 | 圣夏勒站 → 550m |
| - 本表仅显示运营中的线路及车站        |               |                 |